# Aprionus brevitegminis
Aprionus brevitegminis är en tvåvingeart som beskrevs av Jaschhof 2009. Aprionus brevitegminis ingår i släktet Aprionus, och familjen gallmyggor. Arten är reproducerande i Sverige.